# Giovanni Battista Orsini
|  | No s'ha de confondre amb el cardenal Giovanni Battista Orsini.. |

Giovanni Battista Orsini o Jean Baptiste des Ursins fou el Mestre de l'Hospital de 1467 a 1476. Orsini era originari d'Itàlia, concretament d'una important família romana, fill de Lorenzo Orsini, senyor de Monterotondo (1410-1452) i de Clarice.
El 1470 va restaurar la fortalesa de Feraklos, a l'illa de Rodes. El 1483 el papa Sixt IV el va nomenar protonotari apostòlic.